# Pont-Croix
Pont-Croix är en kommun i departementet Finistère i regionen Bretagne i västra Frankrike. Kommunen ligger i kantonen Pont-Croix som tillhör arrondissementet Quimper. År 2022 hade Pont-Croix 1 635 invånare.

## Befolkningsutveckling
Antalet invånare i kommunen Pont-Croix
Referens:INSEE